# Plantago weldenii
Plantago weldenii är en grobladsväxtart. Plantago weldenii ingår i släktet kämpar, och familjen grobladsväxter.

## Underarter
Arten delas in i följande underarter:
- P. w. weldenii
- P. w. commutata
- P. w. purpurascens

## Bildgalleri

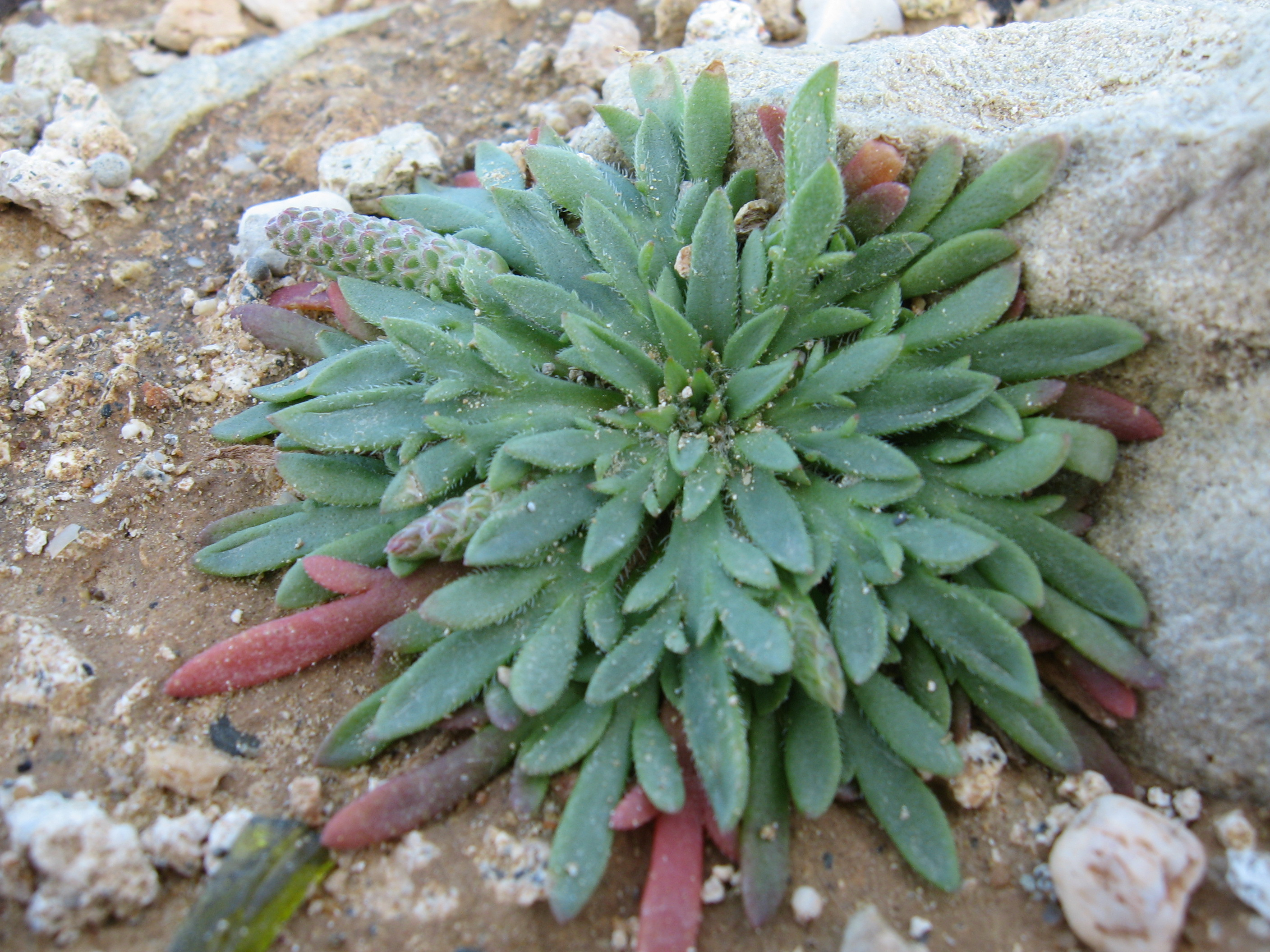
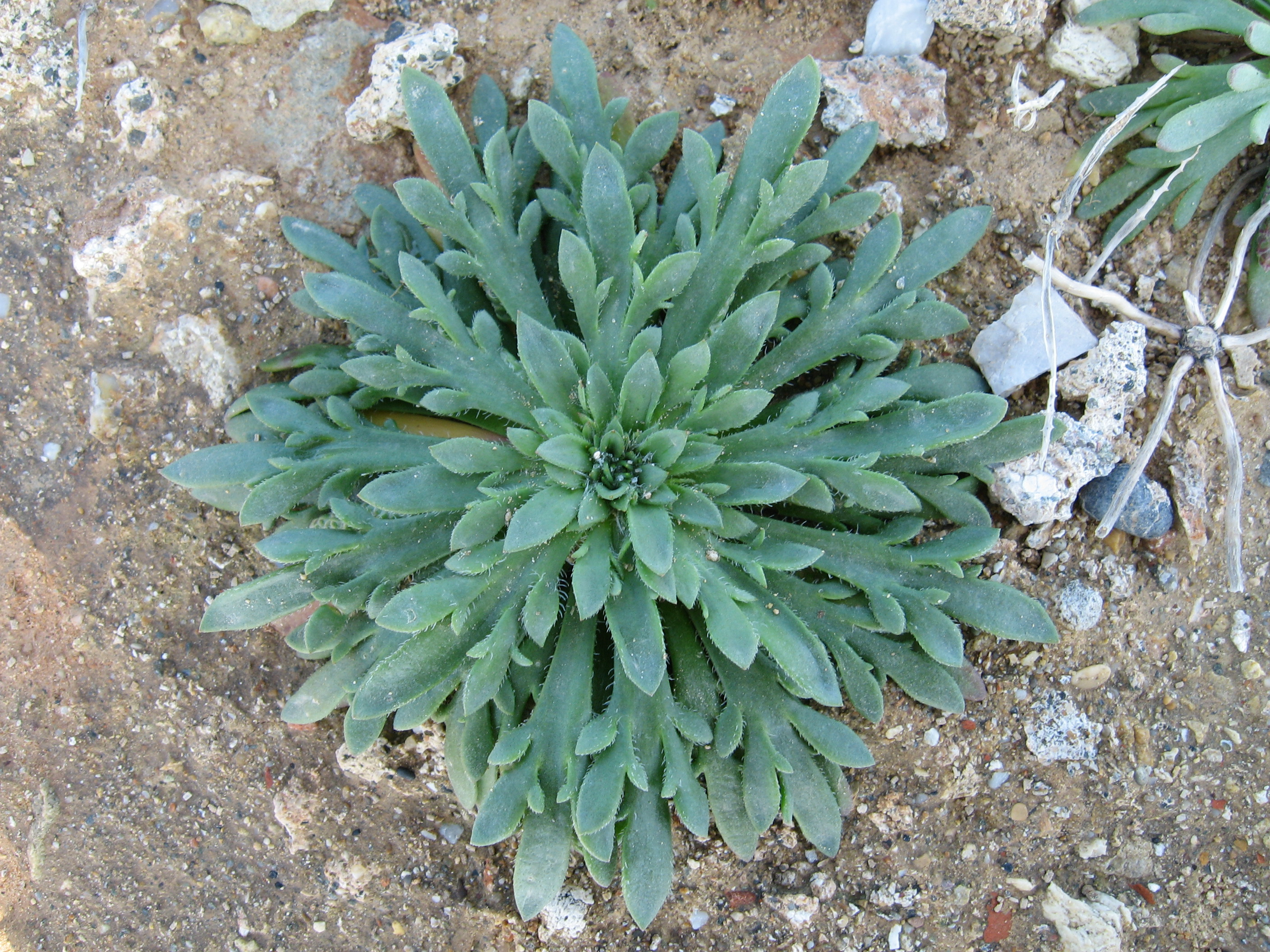